# Ṣaḥīfa
Ṣaḥīfa (arabisch صحيفة, Plural صحف / ṣuḥuf oder ṣaḥāʾif, „Blatt/Blätter“) wird im frühen islamischen Schrifttum ein im Allgemeinen als Papyrusrolle/Schriftrolle bekanntes Dokument genannt. Das Wort ṣaḥīfa geht ursprünglich auf äthiopische, bzw. südarabische Altsüdarabische Sprachen Wurzeln in der Bedeutung von Beschriebenes, oder beschriebenes Blatt zurück.
Das Beschreibmaterial war anfangs Papyrus, das unterschiedliche Längen hatte und oft beiderseits beschrieben war. Die auch als die Traditionsrolle des Ibn Lahīʿa bekannte Ṣaḥīfa ist 189 cm lang.
Die Papyrologie und Paläographie sind grundlegende Wissenschaftszweige u. a. in der Erforschung der Anfänge und Geschichte des frühislamischen Schrifttums.
In der modernen Hochsprache des Arabischen bedeutet das Wort ṣaḥīfa/ṣuḥuf Zeitung.

## Ṣaḥīfa im Koran
Der Begriff, stets in Plural als ṣuḥuf, kommt im Koran als klarer Hinweis auf die Schriften der ahl al-kitāb, d. h. der Juden und Christen, an den folgenden Stellen vor:
- Sure 20,133: hier ist von den früheren (wörtlich: ersten) Blättern die Rede: aṣ-ṣuḥuf al-ūlā. Sie beziehen sich gemäß ihrer Auslegung in den frühen Quellen, die At-Tabarī in seiner Tafsīr, Ǧāmiʿ ʾl-bayān ʿan taʾwīl āyi ʾl-Qurān, anführt, sowohl auf die Tora als auch auf das Evangelium.[4]
- Sure 53,36-37: die Blätter von Moses und Ibrāhīm: ṣuḥuf Mūsā wa-Ibrāhīm.
- Sure 74,52: ausgebreitete Blätter; gemäß den Auslegungen von Qatāda ibn Diʿāma (gest. 735-736 in Baṣra) bei aṭ-Ṭabarī,[5] sind es die Ungläubigen, die solche Blätter auch für sich erwartet haben.
- Sure 80,13; auf geehrten Blättern, erhöhten und gereinigten: fī ṣuḥufin mukarramatin marfūʿatin muṭahharatin
- Sure 81,10; wenn die Blätter ausgebreitet (aufgeschlagen) werden (auch in Sure 74,52).
- Sure 87,18-19; die ersten (früheren) Blätter Abrahams und Moses aṣ-ṣuḥuf al-ūlā/ṣuḥuf Ibrāhīm wa-Mūsā (auch in Sure 20,133).
- Sure 98,2; ein von Gott Gesandter (indeterminiert!), der gereinigte Blätter vorträgt: rasūlun mina ʾllāhi yatlū ṣuḥufan muṭahharatan.

Anhand der frühesten Koranfragmente ist es nachgewiesen worden, dass ihre Abschriften sowohl auf Papyrus als auch auf Pergament (Leder) – und später auf Papier – angefertigt worden sind.
Aufzeichnungen von Teilen des Korans, die den Überlieferungen zufolge auf Leder, Schulter- und Palmblättern gesammelt worden sind, hat ʿUmar in einer Ṣaḥīfa zusammengestellt. Nach seinem Tod kam diese Ṣaḥīfa in den Besitz seiner Tochter (Ḥafṣa) (gest. zwischen 661 und 665), einer der Ehefrauen des Propheten. Bei der Zusammenstellung des Korans kam dieser Ṣaḥīfa eine besondere Bedeutung zu.

## Ṣaḥīfa/ṣuḥuf in der frühen außerkoranischen Literatur
Auf Grund der Bedeutung von Schriftrollen/Schriftstücken unterschiedlichen Inhalts wird nicht selten auch ihr Aufbewahrungsort überliefert. ʿAlī b. Abī Ṭālib hatte eine Ṣaḥīfa mit Anweisungen Muḥammads in der Säbelscheide aufbewahrt. Einige Säbelscheiden mit dem wertvollen Inhalt hat man aus Leder hergestellt.

### Dokumente aus der Zeit Muḥammads und seiner Nachfolger
Das in der Prophetenbiographie von Ibn Isḥāq (gest. 767–768), in der Bearbeitung von Ibn Hischām, (gest. 834), genannte Dokument aus der Zeit Muhammads, das in der Forschung im Allgemeinen als die Gemeindeordnung von Medina genannt wird, ist im Originaltext sowohl als Ṣaḥīfa als auch Kitāb d. h. Schriftstück – (nicht Buch!) bezeichnet.
Einige Schreiben des Propheten an arabische Stämme, in Form von Exzerpten aus der islamischen Literatur von M. Ḥamīdullāh gesammelt und kommentiert, haben Vertragscharakter und werden ebenfalls Ṣaḥīfa genannt:
- Ḥamīdullāh, S. 129: ein Schreiben des Gesandten Gottes auf einem Stück Leder (fī qiṭʿati adīmin) an die Bewohner von Oman;
- Ḥamīdullāh, S. 130: der Schreiber der ṣaḥīfa (von Muḥammad) war...;
- Ḥamīdullāh, S. 237: was er (der Prophet) in dieser ṣaḥīfa an den Stamm der Ṯaqīf geschrieben hat;
- Ḥamīdullāh, S. 158–159:entsprechend den Zusagen des Propheten an die Bewohner von Nadschran, die in dieser ṣaḥīfa als Bestätigung (durch den Kalifen Abū Bakr) stehen;
- Ḥamīdullāh, S. 165: in einem Schreiben des Kalifen ʿUṯmān an seinen Verwalter in Naǧrān: nachdem du ihre (d.i. die Naǧrāner) ṣaḥīfa (als Antwort) gelesen hast.... Diesmal ist das Schriftstück auf die Mitte von Šaʿbān des Jahres 27 (1. Mai 648) datiert.

### Friedensverträge
Eindeutigen Vertragscharakter hatten überlieferte Dokumente als ṣaḥīfatu ṣulḥin d. h. ein Schriftstück mit Friedensvertrag:
- Während der Eroberungszeit, im Jahre 636, entstand der Vertrag „geschrieben von ʿAbd Allāh b. Rūmān an die Einwohner von Baalbek“ in Form einer Ṣaḥīfa, an deren Ende die Zeugen des Vertrages namentlich angeführt waren.[10]
- Nach dem Sieg von Muʿāwiya bei Ṣiffīn soll al-Hasan ibn ʿAlī, der 661 auf das Amt des Kalifats verzichtete, eine ṣaḥīfa baiḍāʾ, „weiße, d. h. unbeschriebene ṣaḥīfa“, versehen mit dem Siegel Muʿāwiyas und mit seiner Aufforderung erhalten haben: trag hier ein, was deine Bedingungen sind: [11]
- In einer weiteren „ṣaḥīfatu ṣulḥin“ nach der Niederlage von ʿAlī bei Ṣiffīn wird Yazīd b. Ḥurr, ein Anhänger Muʿāwiyas, unter den Zeugen des Vertrages genannt.[12] Der Historiker Abū Michnaf (st. 774), der über die berühmte Schiedsgerichtsentscheidung bei Ṣiffīn detailliert berichtet, zitiert den Vertrag in voller Länge und nennt ihn ṣaḥīfa. Ihre Länge beträgt gemäß Überlieferung des Historikers einundzwanzig Druckzeilen und weitere neun Druckzeilen mit den Namen der Zeugen beider Parteien.[13]
- Privaten Charakter hatten drei Verträge in der Regierungszeit von Hischām ibn ʿAbd al-Malik (regiert zwischen 724-743), die man zugunsten einer bestimmten Person in drei getrennten ṣaḥāʾif abfasste. Eine Ṣaḥīfa enthielt ihre persönliche Auszeichnung, eine weitere Ṣaḥīfa legte die Zuteilung eines Grundstücks zugunsten der Person fest. Die dritte Ṣaḥīfa garantierte die Zahlung des Unterhalts zugunsten der Person.[14]

## Die Ṣaḥīfa in der frühen Ḥadīṯliteratur
Biographischen Nachrichten zufolge sind Vertreter der religiösen Wissenschaften im frühen 8. Jahrhundert im Besitz von Schriftstücken und Schriftrollen gewesen.
Der mekkanische Jurist und Ḥadīthwissenschaftler Ibn Ǧuraiǧ (gest. 767-768) hat eine Ṣaḥīfa, zwecks Überprüfung ihres Inhalts, der nicht überliefert ist, seinem Lehrer Ibn Schihāb az-Zuhrī (geb. 671; gest. 742) vorgelegt.
Die Ṣaḥīfa von Ǧābir b.ʿAbdallāh.
Die Traditionssammlung von Ǧābir b.ʿAbdallāh b.ʿAmr (gest. 697), die er in einer Ṣaḥīfa zusammengestellt hatte, nannte man in der Folgegeneration Ṣaḥīfatu Ǧābirin (d.h.die Ṣaḥīfa von Ǧābir), oder Ṣaḥīfatun fī-hā ḥadīṯu Ǧābirin(d. h. eine Ṣaḥīfa mit den von Ǧābir überlieferten Ḥadīṯen), die man, wohl zwecks Lektüre, dem Gelehrten ʿĀmir b. Šarāḥīl aš-Šaʿbī, (geb. 640; gest. 721) vorgelegt hat. Gemäß Sezgin scheint diese Sammlung im Musnad von Ahmad ibn Hanbal – in der alten Ausgabe in Bulāq in 1895 – auf einhundertachtzig Druckseiten erhalten zu sein. Diese Feststellung kann wegen Mangel an entsprechenden Quellenanalysen des Musnad gegenwärtig nicht bestätigt werden.
Eine in dieser Ṣaḥīfa überlieferte Rechtsdirektive des Propheten, der zufolge es keinem Muslim gestattet ist, den Maula eines anderen Muslims ohne Zustimmung seines Herrn in Besitz zu nehmen, ergänzt Ǧābir b. ʿAbdallāh mit seiner Bemerkung: „ich bin dann benachrichtigt worden, daß er“ (d.i. der Prophet) „in seiner Ṣaḥīfa denjenigen verflucht hat (laʿana fī ṣaḥīfatihi), der dies (dennoch) getan hat.“ Bei der Betrachtung der Varianten dieser Rechtsdirektive erscheint der vage Hinweis von Ǧābir auf eine mögliche Ṣaḥīfa des Propheten allerdings als singulär. Denn bei Ibn Ḥanbal, der die Traditionen nach Ǧābir, wie erwähnt, in seinem Musnad verarbeitet hat, wird der oben zitierte Nachsatz („ich bin dann benachrichtigt worden...“) in der Darstellung nunmehr als Faktum wie folgt formuliert: „nach Ǧābir: der Prophet verfluchte in seiner Ṣaḥīfa denjenigen, der dies getan hat“. Ibn Ḥanbal verzeichnet zugleich zwei zusätzliche Varianten nach Ǧābir, allerdings ohne auf ein Schriftstück des Propheten überhaupt zurückzugreifen. Ibn Abī Schaiba (geb. 775; gest. 849) hat weitere Varianten zur Entstehung dieser Rechtsdirektive des Propheten zusammengestellt, ohne dabei auf ihre mögliche schriftliche Fixierung hingewiesen zu haben.
Die Ṣaḥīfa von al-Ḥasan al-Baṣrī.
al-Ḥasan b. Abī ʾl-Ḥasan al-Baṣrī (geb. 642, gest. 728), besaß gemäß einem Bericht seines Schülers Ḥumaid b. Abī Ḥumaid aṭ-Ṭawīl (gest. 759) eine Ṣaḥīfa, in der das „Wissen (von al-Ḥasan) erhalten war“: (kāna ʿilmu ʾl-Ḥasan fī ṣaḥīfatin). Davon hat dann der Schüler für sich selbst eine Abschrift (nusḫa) anfertigt. Nach der Beschreibung des Schülers hatte diese Ṣaḥīfa einen Umfang wie ein mit dem Zeigefinger zusammengelegter Daumen. Dieser Beschreibung nach wird es sich wohl um eine Schriftrolle gehandelt haben. Kurz vor seinem Tod ließ al-Ḥasan al-Baṣrī seine Schriften bis auf eine einzige Ṣaḥīfa, deren Inhalt nicht überliefert wird, im Brotofen verbrennen. Eine kleine Ṣaḥīfa seines Schülers Ḥumaid aṭ-Ṭawīl soll damals mit Überlieferungen von Anas ibn Mālik erhalten gewesen zu sein, deren Echtheit und Umfang aber schon seine Zeitgenossen angezweifelt haben.
Ṣaḥīfa bei mekkanischen Gelehrten.
Aus dem Gelehrtenkreis im frühen 8. Jahrhundert von Mekka erfahren wir, dass man Rechtsfragen und ihre Beantwortung in Ṣuḥuf aufbewahrt und weitergegeben hatte. ʿAmr b. Dīnār (gest. 743) erhielt von Ǧābir b. Zaid, genannt Abū Šaʿṯāʾ, angeblich eine Ṣaḥīfa, die an ʿIkrima (gest. 723) gerichtete Rechtsfragen enthielt. Eine Variante nach denselben Quellen nach Sufyān b. ʿUyaina – ʿAmr – Abū Šaʿṯāʾ ist im Muṣannaf von ʿAbdarrazzāq aṣ-Ṣanʿānī (744-827), allerdings ohne Hinweis auf eine Ṣaḥīfa mit Rechtsfragen erhalten.
Aṣ-ṣaḥīfa aṣ-ṣādiqa.
Eine der frühesten Traditionsrollen auf Papyrus ist die Ṣaḥīfa des ägyptischen Traditionariers ʿAbdallāh ibn ʿAmr (gest. 684). Er war der Sohn des Eroberers von Ägypten und Gründers der nach ihm benannten Moschee ʿAmr ibn al-ʿĀs in al-Fustat.
Das Grab seines Sohnes soll sich dort befinden. Der Inhalt seiner Ṣaḥīfa ist in mehreren Auszügen in der Überlieferung von ʿAbdallāh b. Lahīʿa erhalten (siehe unten). Der Verfasser soll nach eigener Aussage die Erlaubnis zur Aufzeichnung der Traditionen direkt vom Propheten erhalten haben:
„Dies ist die aṣ-Ṣaḥīfa aṣ-ṣādiqa (die zuverlässige, authentische Schriftenrolle), (deren Inhalt) ich vom Gesandten Gottes gehört habe. Zwischen mir und ihm gibt es keinen anderen Vermittler (seiner Sprüche). Wenn mir Gottes Buch, ferner diese Ṣaḥīfa und (der Grundbesitz) in Wahṭ  sicher sind, dann kümmere ich mich nicht darum, was ich in der Welt verloren habe.“
Wohl aus diesem Grund wird an mehreren Stellen in seiner Biographie darauf hingewiesen, dass er seine Ṣaḥīfa unter seinem Bettkissen aufbewahrt und z. B. dem Koranexegeten Muǧāhid b. Ǧabr (gest. 722) nicht erlaubt haben soll, seine Sammlung einzusehen oder gar nur anzufassen.
In der umfangreichen Papyrusrolle von Ibn Lahīʿa, die auf die (Rezension) des ägyptischen Historikers ʿUṯmān b. Ṣāliḥ (geb. 761; gest. 834) zurückgeht, wird ʿAbdallāh b. ʿAmr an fünfundvierzig Stellen durch die Vermittlung des ägyptischen Traditionariers Abū Qabīl, Ḥuyaiy b. Hāniʾ (gest. 745) zitiert. Sowohl er als auch ʿAbdallāh b.ʿAmr zeichneten sich vor allem als Überlieferer von Traditionen eschatologischen Inhalts (malāḥim) und über die Fitna aus. Gemäß dieser Ḥadīṯsammlung von Ibn Lahʿīa war ʿAbdallāh b. ʿAmr auch Kenner der Schriften der Juden, denn er leitete einige Dicta mit den Worten ein: „es steht in der Tora geschrieben“ (maktūbun fī-t-Taurāt), auch: „ich fand es in der Tora“ (waǧadtu/aǧidu). Einen Spruch, der auch außerhalb der orientalischen Welt allgemein Verbreitung fand, überliefert ʿAbdallāh b. ʿAmr mit seinem Quellenverweis bei Ibn Lahīʿa: maktūbun fī-t-Taurāt: man yaḥfiru ḥufratan li-ṣāḥibihi yaqaʿu fī-hā. Wörtlich: Es steht in der Tora geschrieben: Wer seinem Nächsten eine Grube gräbt, fällt selbst hinein.
Die Weitergabe der Ṣaḥīfa von ʿAbdallāh b. ʿAmr.
Die Riwāya dieser Ṣaḥīfa ist in den Folgegenerationen allerdings überwiegend kontrovers diskutiert worden. Allein bei Ibn Ḥanbal sind in seinem Musnad 195 Traditionen mit dem folgenden Isnād erhalten: ʿAmr b. Šuʿaib – nach seinem Vater – nach seinem Großvater (d.i. ʿAbd Allāh b. ʿAmr b. al-ʿĀṣ). Es ist unter den Traditionskritikern umstritten gewesen, ob ʿAmr b. Šuʿaib die bekannte aṣ-ṣāḍiqa mit den erforderlichen Überlieferungsrechten an seine Generation weitergeben konnte. Umstritten war auch, ob sein Vater Šuʿaib b. Muḥammad b. ʿAbdallāh b. ʿAmr (sein Todesdatum ist unbekannt) direkte Kontakte zum Verfasser der Ḥadīṯ-Sammlung hatte. Denn anderenfalls, ohne die Traditionen bei ʿAbdallāh b. ʿAmr direkt gehört zu haben, wäre die Überlieferungsform nur als Wiǧāda, d. h. das „Auffinden“ eines Exemplars und somit ohne Erteilung der notwendigen Überlieferungsrechte, anerkannt gewesen. Selbst Ibn Ḥanbal, der in seinem Musnad mit diesem „Familienisnad“ – wie er in der Ḥadīṯforschung genannt wird – auch aus der aṣ-ṣaḥīfa aṣ-ṣādiqa überliefert, stellt nach einer kritischen Frage über den obigen Isnad fest:
„Wie ist es um die Ḥadīṯe von ʿAmr b. Šuʿaib – Vater – Großvater bestellt? Er (Ibn Ḥanbal) erwiderte: er heißt ʿAmr b. Šuʿaib b. Muḥammad b. ʿAbdallāh b. ʿAmr b. al-ʿĀṣ. Man sagt, dass Šuʿaib aus der Schrift (kitāb) seines Großvaters (d.i. ʿAbd Allāh b. ʿAmr b. al-ʿĀṣ) überliefert, diese aber nicht (direkt) von ihm gehört hatte.“
Die terminologische Unterscheidung zwischen dem direkten Hören (Samā) einer Schrift einerseits, und dem Auffinden (wiǧāda) derselben andererseits – wie im hier geschilderten Fall – war ein grundsätzliches Kriterium für die Wertstellung der Weitergabe alter Schriften.
Die kontroversen Ansichten über die Überlieferungsmodalitäten der ʿAbdallāh b. ʿAmr zugeschriebenen Ṣaḥīfa und vor allem über die Glaubwürdigkeit von ʿAmr b. Šuʿaib sind von angesehenen Hadīthkritikern und Gelehrtenbiographen eindrucksvoll dargestellt worden.
Yaḥyā b. Maʿīn (geb. 775, gest. 847) einer der bekanntesten Traditionskritiker seiner Zeit, fasst die Kritiken an ʿAmr b. Šuʿaib in folgenden Worten zusammen: er ist ein glaubwürdiger Traditionarier. Er ist (aber) wegen der Schrift (kitāb) seines Vaters nach seinem Großvater auf die Probe gestellt worden (buliya bi-kitāb). Um seine Ṣaḥīfa kümmerte man sich nicht – stellt Ibn Abī Hātim (geb. 854, gest. 938) in seinem umfassenden Werk über die Traditionarier fest.
Die Überlieferungen von ʿAmr b. Šuʿaib beschränkten sich nicht nur auf die Vermittlung von Ḥadīthen. Im Zusammenhang mit der Frühgeschichte der Eroberung Ägyptens unter der Führung seines Urgroßvaters ʿAmr b. al-ʿĀṣ weiß er auch über dessen Briefwechsel als Statthalter Ägyptens mit dem zweiten Kalifen ʿUmar zu berichten. Hierbei folgt er der bekannten Überlieferungslinie (dem sog. „Familienisnad“) nach seinem Vater Šuʿaib – nach seinem Großvater: ʿAbdallāh b. ʿAmr qāla: kataba ʿAmr b. al-ʿĀṣ ilā ʿUmar (ʿAmr b. al-ʿĀṣ schrieb an ʿUmar...), jeweils mit den entsprechenden Antworten des Kalifen auf drei islamrechtlich zweifellos relevante Fragen.
Die über drei Generationen geführte Familienüberlieferung lässt darauf schließen, dass der Briefwechsel seit seiner Entstehung bis in die Zeit von ʿAmr b. Šuʿaib möglicherweise im Besitz der Nachfolger geblieben ist.
Die Sammlung von Hammām b. Munabbih.
Eine weitere Traditionssammlung in einer Ṣaḥīfa auf Papyrus aus der Frühzeit wird Hammām b. Munabbih, (geb. gegen 660, gest. gegen 748-749). zugeschrieben. Als glaubwürdiger Überlieferer und Bruder von Wahb b. Munabbih (gest. nach widersprüchlichen Angaben zwischen 728-734) hat er zahlreiche Traditionen nach dem Ṣaḥābī Abū Huraira überliefert. Maʿmar b. Rāšid (gest. 770) war sein Schüler und Überlieferer zahlreicher Traditionen nach ihm, die dann ʿAbdarrazzāq aṣ-Ṣanʿānī in seinem Muṣannaf verarbeitete.
Allerdings liegt hier eine sehr späte Abschrift der Sammlung aus dem 17. Jahrhundert im Bestand der Staatsbibliothek Berlin nebst einem kleinen Fragment in der Zāhirīya-Bibliothek (Damaskus) vor. Sie ist erstmals von M. Ḥamīdullāh im Jahre 1953 publiziert worden. Eine zweite Edition derselben Handschrift ist dann unter dem Werktitel „aṣ-Ṣaḥīfa aṣ-ṣaḥīḥa (saḥīfa Hammām b. Munabbih)“ von ʿAlī Ḥasan ʿAlī ʿAbd al-Ḥamīd in 1987 in Beirut /ʿAmmān erschienen.
Diese Bezeichnung der Traditionssammlung ist nicht neueren Datums; schon adh-Dhahabī im 14. Jahrhundert stellt den Verfasser zu Beginn seiner Vita mit folgender Information vor: „er ist der Verfasser jener authentischen Ṣaḥīfa (ṣāḥibu tilka aṣ-saḥīfati ṣ-ṣaḥīḥa...), die er als Aussagen von Abū Huraira angefertigt hatte. Sie enthält ungefähr einhundertvierzig Ḥadīṯe.“ Das Studium und die Weitergabe der erhaltenen Abschrift sind in der vorliegenden Handschrift dokumentiert. Die Lektüre der Sammlung fand in der Nāṣiriyya Aṣ-Ṣalāḥiyya-Schule am 2. April 1182 statt. Über fünf Generationen führt die chronologisch korrekte Weitergabe der Schrift zu Aḥmad b. Yūsuf, Abū l-Ḥasan as-Sulamī (geb. 798; gest. 877), einem der bekanntesten Gelehrten seiner Zeit in Chorasan.
As-Sulamī berichtet: „ʿAbdarrazzāq b. Hammām b. Nāfiʿ al-Ḥimyarī überlieferte an uns nach Maʿmar nach Hammām b. Munabbih, der sagte: das ist es, was uns Abū Huraira nach Muḥammad dem Gesandten Gottes überliefert, der gesagt hat...“
Die darauf folgenden Prophetensprüche sind überwiegend kurz, die Sammlung ist inhaltlich ungeordnet und ohne Kapitelüberschriften. Der strukturlose Aufbau lässt auf eine spontane, oder gar archaische Zusammenstellung der Dicta schließen, die in unterschiedlichen Kapiteln der umfangreichen Traditionsbücher des späten 9. Jahrhunderts ebenfalls erhalten sind.
Ein auf Papyrus, dann auf Pergament (Vellum, arab. ǧild) und später auch auf grobes Papier (arab. kāġiẓ) geschriebenes Dokument nichtreligiösen Inhalts nannte man nicht ṣaḥīfa, sondern je nach dessen Inhalt bezeichnete man es als kitāb: „Schriftstück“/„Mitteilung“. Sie entstanden zwischen dem 8. und 10. Jahrhundert und später. Sie sind heute Gegenstand der papyrologischen Forschung.